# Puchar Świata w skokach narciarskich 1988/1989
Puchar Świata w skokach narciarskich 1988/1989 – 10. edycja Pucharu Świata mężczyzn w skokach narciarskich, która rozpoczęła się 3 grudnia 1988 w Thunder Bay, a zakończyła 26 marca 1989 w Planicy.

## Kalendarz zawodów
| Lp.                                                                          | Data                                                                  | Miejscowość                                                           | Punkt K                                                               | Uwagi                                                                 | 1. miejsce                 | 2. miejsce                  | 3. miejsce         |
| ---------------------------------------------------------------------------- | --------------------------------------------------------------------- | --------------------------------------------------------------------- | --------------------------------------------------------------------- | --------------------------------------------------------------------- | -------------------------- | --------------------------- | ------------------ |
| 1.                                                                           | 3 grudnia 1988                                                        | Thunder Bay                                                           | K-89                                                                  | –                                                                     | Dieter Thoma               | Risto Laakkonen             | Matti Nykänen      |
| 2.                                                                           | 4 grudnia 1988                                                        | Thunder Bay                                                           | K-120                                                                 | –                                                                     | Risto Laakkonen            | Erik Johnsen                | Dieter Thoma       |
| 3.                                                                           | 10 grudnia 1988                                                       | Lake Placid                                                           | K-114                                                                 | –                                                                     | Jan Boklöv                 | Ernst Vettori               | Pekka Suorsa       |
| 4.                                                                           | 11 grudnia 1988                                                       | Lake Placid                                                           | K-86                                                                  | –                                                                     | Vegard Opaas               | Ernst Vettori               | Thomas Klauser     |
| 5.                                                                           | 17 grudnia 1988                                                       | Sapporo                                                               | K-90                                                                  | –                                                                     | Matti Nykänen              | Dieter Thoma                | Clas Brede Bråthen |
| 6.                                                                           | 18 grudnia 1988                                                       | Sapporo                                                               | K-115                                                                 | –                                                                     | Jan Boklöv                 | Ari-Pekka Nikkola           | Matti Nykänen      |
| 7.                                                                           | 30 grudnia 1988                                                       | Oberstdorf                                                            | K-115                                                                 | TCS                                                                   | Dieter Thoma               | Risto Laakkonen             | Matti Nykänen      |
| 8.                                                                           | 1 stycznia 1989                                                       | Garmisch-Partenkirchen                                                | K-107                                                                 | TCS                                                                   | Matti Nykänen              | Jens Weißflog               | Risto Laakkonen    |
| 9.                                                                           | 4 stycznia 1989                                                       | Innsbruck                                                             | K-109                                                                 | TCS                                                                   | Jan Boklöv                 | Ari-Pekka Nikkola           | Jens Weißflog      |
| 10.                                                                          | 6 stycznia 1989                                                       | Bischofshofen                                                         | K-111                                                                 | TCS                                                                   | Mike Holland               | Ari-Pekka Nikkola           | Jan Boklöv         |
| 37. Turniej Czterech Skoczni – klasyfikacja końcowa                          | 37. Turniej Czterech Skoczni – klasyfikacja końcowa                   | 37. Turniej Czterech Skoczni – klasyfikacja końcowa                   | 37. Turniej Czterech Skoczni – klasyfikacja końcowa                   | 37. Turniej Czterech Skoczni – klasyfikacja końcowa                   | Risto Laakkonen            | Matti Nykänen Jens Weißflog | –                  |
| 11.                                                                          | 14 stycznia 1989                                                      | Liberec                                                               | K-120                                                                 | TCz                                                                   | Pavel Ploc Jon Inge Kjørum | –                           | Ari-Pekka Nikkola  |
| 12.                                                                          | 15 stycznia 1989                                                      | Harrachov                                                             | K-120                                                                 | TCz                                                                   | Jan Boklöv                 | Risto Laakkonen             | Ladislav Dluhoš    |
| 25. Turniej Czeski – klasyfikacja końcowa                                    | 25. Turniej Czeski – klasyfikacja końcowa                             | 25. Turniej Czeski – klasyfikacja końcowa                             | 25. Turniej Czeski – klasyfikacja końcowa                             | 25. Turniej Czeski – klasyfikacja końcowa                             | Jon Inge Kjørum            | Pavel Ploc                  | Ladislav Dluhoš    |
| 13.                                                                          | 21 stycznia 1989                                                      | Oberhof                                                               | K-90                                                                  | –                                                                     | Ole Gunnar Fidjestøl       | Jens Weißflog               | Ingo Züchner       |
| 14.                                                                          | 22 stycznia 1989                                                      | Oberhof                                                               | K-90                                                                  | –                                                                     | Jens Weißflog              | Ole Gunnar Fidjestøl        | Jon Inge Kjørum    |
| 15.                                                                          | 28 stycznia 1989                                                      | Chamonix                                                              | K-95                                                                  | –                                                                     | Jan Boklöv                 | Roberto Cecon               | Josef Heumann      |
|                                                                              |                                                                       |                                                                       |                                                                       |                                                                       |                            |                             |                    |
| Mistrzostwa Świata w Narciarstwie Klasycznym 1989 • Lahti, 17–26 lutego 1989 |                                                                       |                                                                       |                                                                       |                                                                       |                            |                             |                    |
|                                                                              |                                                                       |                                                                       |                                                                       |                                                                       |                            |                             |                    |
| —                                                                            | 2 marca 1989                                                          | Bærum                                                                 | K-110                                                                 | [ a ]                                                                 | odwołany                   | odwołany                    | odwołany           |
| 16.                                                                          | 5 marca 1989                                                          | Oslo                                                                  | K-105                                                                 | –                                                                     | Jens Weißflog              | Jon Inge Kjørum             | Kent Johanssen     |
| 17.                                                                          | 8 marca 1989                                                          | Örnsköldsvik                                                          | K-82                                                                  | –                                                                     | Jens Weißflog              | Ari-Pekka Nikkola           | Jan Boklöv         |
| —                                                                            | 12 marca 1989                                                         | Falun                                                                 | K-112                                                                 | [ a ]                                                                 | odwołany                   | odwołany                    | odwołany           |
| —                                                                            | 18 marca 1989                                                         | Harrachov                                                             | K-180                                                                 | TLN                                                                   | odwołany                   | odwołany                    | odwołany           |
| 18.                                                                          | 19 marca 1989                                                         | Harrachov                                                             | K-180                                                                 | TLN                                                                   | Ole Gunnar Fidjestøl       | Mike Holland                | Jan Boklöv         |
| 19.                                                                          | 25 marca 1989                                                         | Planica                                                               | K-92                                                                  | –                                                                     | Jens Weißflog              | Andreas Felder              | Ari-Pekka Nikkola  |
| 20.                                                                          | 26 marca 1989                                                         | Planica                                                               | K-120                                                                 | –                                                                     | Jens Weißflog              | Kent Johanssen              | Andreas Felder     |
| Puchar Świata w skokach narciarskich 1988/1989 – klasyfikacja końcowa        | Puchar Świata w skokach narciarskich 1988/1989 – klasyfikacja końcowa | Puchar Świata w skokach narciarskich 1988/1989 – klasyfikacja końcowa | Puchar Świata w skokach narciarskich 1988/1989 – klasyfikacja końcowa | Puchar Świata w skokach narciarskich 1988/1989 – klasyfikacja końcowa | Jan Boklöv                 | Jens Weißflog               | Dieter Thoma       |

## Klasyfikacje

### Klasyfikacja indywidualna
| Źródło  | Źródło               | Źródło | Źródło |
| Miejsce | Zawodnik             | Punkty |        |
| ------- | -------------------- | ------ | ------ |
| 1.      | Jan Boklöv           | 247    |        |
| 2.      | Jens Weißflog        | 192    |        |
| 3.      | Dieter Thoma         | 167    |        |
| 4.      | Ole Gunnar Fidjestøl | 145    |        |
| 5.      | Ari-Pekka Nikkola    | 136    |        |
| 6.      | Jon Inge Kjørum      | 133    |        |
| 7.      | Risto Laakkonen      | 132    |        |
| 8.      | Ernst Vettori        | 125    |        |
| 9.      | Matti Nykänen        | 106    |        |
| 10.     | Josef Heumann        | 84     |        |
| ...     |                      |        |        |

### Klasyfikacja drużynowa
| Źródło  | Źródło            | Źródło | Źródło |
| Miejsce | Reprezentacja     | Punkty |        |
| ------- | ----------------- | ------ | ------ |
| 1.      | Norwegia          | 478    |        |
| 2.      | Finlandia         | 460    |        |
| 3.      | Austria           | 347    |        |
| 4.      | RFN               | 340    |        |
| 5.      | Czechosłowacja    | 263    |        |
| 5.      | NRD               | 263    |        |
| 5.      | Szwecja           | 263    |        |
| 8.      | Jugosławia        | 112    |        |
| 9.      | Włochy            | 90     |        |
| 10.     | Stany Zjednoczone | 81     |        |
| 11.     | Szwajcaria        | 27     |        |
| 12.     | Polska            | 21     |        |
| 13.     | ZSRR              | 20     |        |
| 14.     | Japonia           | 10     |        |
| 15.     | Kanada            | 9      |        |
| 16.     | Bułgaria          | 2      |        |
| 16.     | Francja           | 2      |        |